# زن و شوهر
زوج یا زن و شوهر (ژاپنی: 夫婦؛ انگلیسی: Husband and Wife) یک فیلم ژاپنی به کارگردانی میکیو ناروسه محصول سال ۱۹۵۳ است.